# Luiz Fernando Moraes dos Santos
Luiz Fernando Moraes dos Santos, mais conhecido como Luiz Fernando (Tocantinópolis, 16 de outubro de 1996), é um futebolista brasileiro que atua como ponta. Atualmente joga pelo Athletico Paranaense.

## Carreira

### Início no Atlético-GO
Revelado no Atlético-GO, foi promovido aos profissionais no início de 2016 logo após ir bem pelo time sub-20 do Atlético Goianiense na Copa São Paulo de Futebol Júnior daquele ano. Marcou o gol da vitória por 1 a 0 em seu primeiro teste na equipe principal contra o Luziânia, no Estádio Antônio Accioly, durante a pré-temporada. Fez 10 gols em 42 jogos em 2016 e virou peça importante na conquista do título da Série B daquele ano, quando se tornou uma espécie de talismã, sempre saindo muito bem do banco.
Em 2017 teve um início discreto e passou despercebido no Campeonato Goiano. Viveu seu melhor momento na reta final do Brasileirão e foi o artilheiro do time com nove gols após 42 partidas na temporada.

### Botafogo
No inicio de 2018, Luiz Fernando foi contratado pelo Botafogo, assinando contrato por 4 temporadas. Marcou seu primeiro gol com a camisa do clube na vitória do Botafogo sobre o Vasco por 3 a 2, em jogo válido pela semifinal da Taça Rio.
Na semifinal do Carioca, aproveitou cruzamento de Marcinho e marcou o gol da classificação para a final, contra o Flamengo, provocando a torcida rival fazendo o gesto de "cheirinho". A partida acabou 1 a 0 para o Clube de General Severiano.
No dia 15 de novembro de 2018 marcou o gol da vitória diante da Chapecoense, afastando o risco do rebaixamento.

### Grêmio
No dia 22 de agosto de 2020, foi anunciado por empréstimo pelo Grêmio. O time pagou um milhão de reais na transação e assegurou opção de compra ao fim da temporada.

## Títulos
Atlético Goianiense
- Campeonato Goiano: 2023 e 2024
- Campeonato Brasileiro - Série B:  2016

Grêmio
- Campeonato Gaúcho: 2020 e 2021

Botafogo
- Campeonato Carioca: 2018

### Artilharias
- Campeonato Goiano de 2024: (11 gols)
- Campeonato Goiano de 2023: (10 gols)